# Nelson's Dockyard (Antigua y Barbuda)

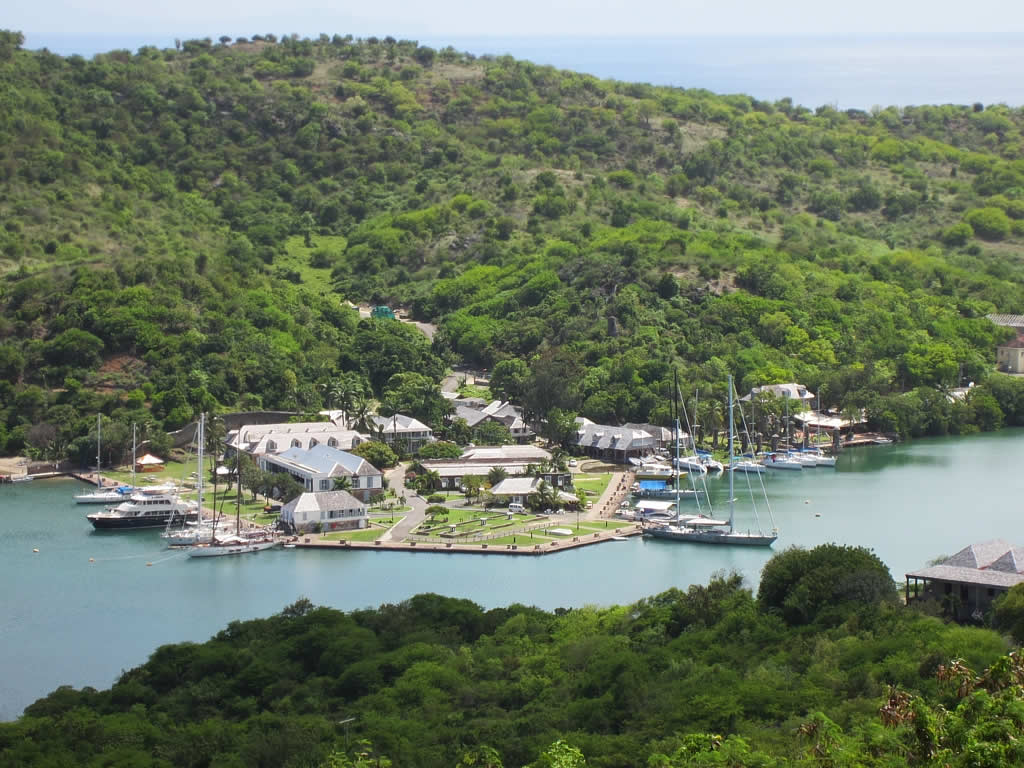
Nelson's Dockyard en English Harbor

Nelson's Dockyard (o Astillero de Nelson) es un sitio de patrimonio cultural y puerto deportivo en English Harbour, ubicado en la parroquia de Saint Paul en la isla de Antigua, en Antigua y Barbuda. Es el único astillero de la época georgiana que funciona continuamente en el mundo.Fue construido a principios del siglo XVIII y abandonado por la Armada británica en 1889.Lleva el nombre del almirante Horatio Nelson, que vivió en el Royal Navy Dockyard desde 1784 hasta 1787.
Hoy en día, el astillero es parte del Parque Nacional Nelson's Dockyard y del Astillero Naval de Antigua y sitios arqueológicos relacionados, declarados Patrimonio de la Humanidad por la UNESCO.El astillero también alberga algunos de los eventos de navegación y yates de Antigua, como la Semana de Vela de Antigua, la Regata de Yates Clásicos Antigua, y la Reunión de Yates Charter de Antigua, así como los Campeonatos Norteamericanos Optimist.

## Historia

### El puerto
Después de que Inglaterra adquiriera la Antigua y Barbuda británica colonial en 1632,la Armada británica comenzó a utilizar el puerto English Harbour como refugio seguro. La posición del puerto en el lado sur de la isla de Antigua facilitó el seguimiento de las islas vecinas y, naturalmente, el puerto era ideal para proteger barcos y cargamentos de los huracanes. La fortificación del puerto inició en el siglo XVIII.
La primera referencia a la defensa de English Harbour se produce en 1704, cuando la fortaleza Fort Berkeley fue catalogado como uno de las fortalezas de la isla establecidos alrededor de la costa de Antigua. Fort Berkeley fue construido en una península a la entrada de English Harbour.  Fort Berkeley fue construido en una península a la entrada de English Harbour. En 1707, los barcos de guerra utilizaban English Harbour como estación, pero aún no se habían construido instalaciones para el mantenimiento o reparación de barcos.[cita requerida]
En 1723, los barcos de la marina británica utilizaban regularmente English Harboury en septiembre de ese año el puerto se ganó la reputación de ser un puerto natural seguro cuando un huracán arrasó con 35 barcos que se encontraban en otros puertos de Antigua, mientras que el HMS Hector y el HMS Winchelsea, ambos barcos amarrados en English Harbour, no sufrieron daños.[cita requerida] Pronto los oficiales navales británicos solicitaron la construcción de instalaciones de reparación y mantenimiento en el puerto.
En 1725, el puerto inglés se convirtió en un punto focal para el establecimiento de una base naval.El primer astillero, St. Helena, se construyó en el lado este del puerto.Consistía en una caseta de cabrestante para barcos de carena, un almacén de piedra, y tres cobertizos de madera para guardar el material de carena. No había alojamiento para el personal del astillero ni para los marineros visitantes y los propios marineros realizaban todos los trabajos y reparaciones en los barcos. Las operaciones navales en English Harbour pronto superaron el pequeño astillero original, y en 1743 se iniciaron planes para desarrollar el lado occidental del puerto con más instalaciones.

### Construcción del astillero

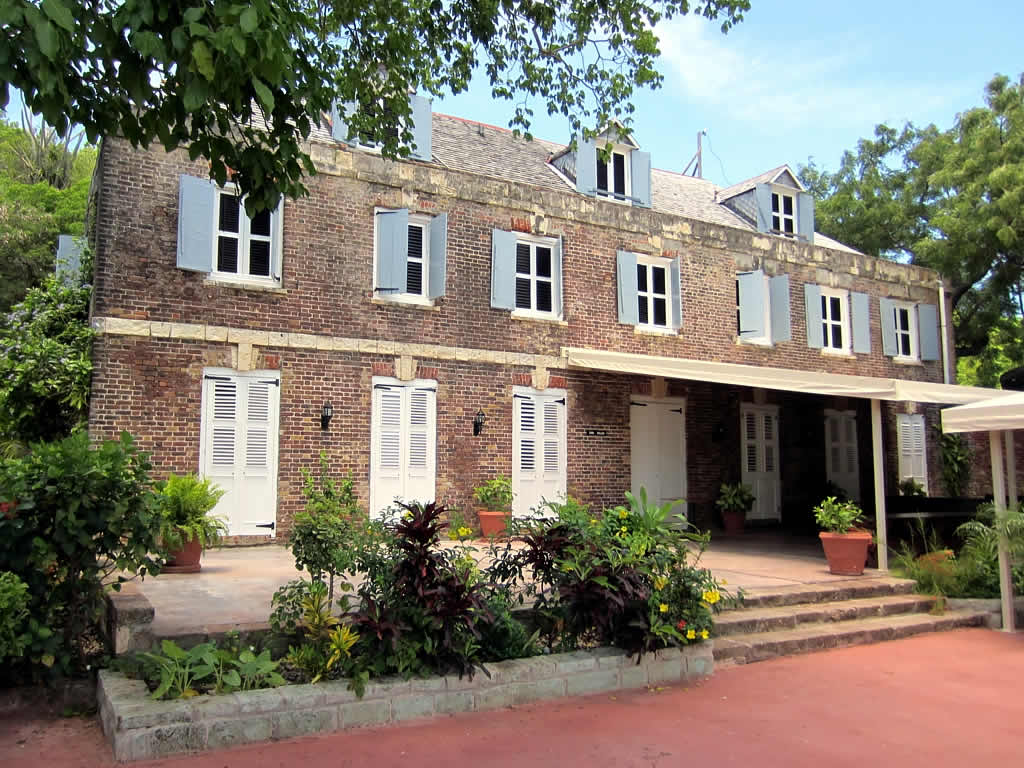
Admiral's Inn (previamente Tienda Brea y Alquitrán)

La construcción del moderno astillero naval comenzó en la década de 1740. Los africanos esclavizados de las plantaciones de los alrededores fueron enviados a trabajar en el astillero.
En 1745 se había construido una línea de almacenes de madera en el sitio del actual Copper & Lumber Store Hotel (Hotel de la Tienda de Cobre y Madera). Durante este tiempo se ganaron terrenos para la construcción de muelles.Entre 1755 y 1765 se añadieron muchos edificios adicionales: Se construyeron dependencias para el Comandante en Jefe (Thomas Shirley),almacenes adicionales, una cocina, un refugio para la “chaise” del Comandante y la primera parte del actual Saw Pit Shed.Durante este tiempo, se construyó un muro de piedra alrededor del Astillero y continuó la recuperación de tierras para muelles.
Se llevaron a cabo construcciones adicionales entre 1773 y 1778: se construyeron el taller del ingeniero, la casa de guardia, la portería, las dos casas del mástil y la casa del cabrestante;se construyó el primer compartimento de la Canvas, Cordage, and Clothing Store (Tienda De Lienzos, Cordaje y Ropa);los muros alrededor del Astillero se ampliaron hasta su posición actual; y se construyó el primer hospital naval fuera del Astillero.En 1780, el astillero también tenía cobertizos para botes, una captación de agua y una cocina.
Muchos de los edificios actuales en el Astillero se construyeron durante un programa de construcción llevado a cabo entre 1785 y 1794. La Casa del Ingeniero y la Pitch and Tar Store (Tienda de Alquitrán y Brea) se construyeron en 1785.Las Oficinas del Ingeniero se construyeron (y el muro del Astillero se amplió para incluirlas) en 1788. Se mejoraron los muelles y el mismo año se construyó el lado norte de Saw Pit Shed. La Tienda de Cobre y Madera se completó en 1789, y en 1792 se había completado el lado oeste de la Canvas, Cordage, and Clothing Store. De esta época también es la tiende de herrero. Este programa de construcción se superpone con el mandato de Horatio Nelson en el Astillero de 1784 a 1787.
En 1797, se construyeron el Sail Loft y el Boat House [27] (adyacentes a las oficinas del ingeniero y la tienda de alquitrán y brea); los pilares todavía son visibles hoy. Alrededor de 1806, se construyó la Oficina del Pagador y en 1821 se construyó el edificio de los Cuartos de Oficiales para dar cabida al creciente número de oficiales que acompañaban a sus barcos al astillero.[cita requerida] La Casa del Oficial Naval y Secretario se construyó en 1855 y ahora alberga el Museo del Astillero (Dockyard Museum).

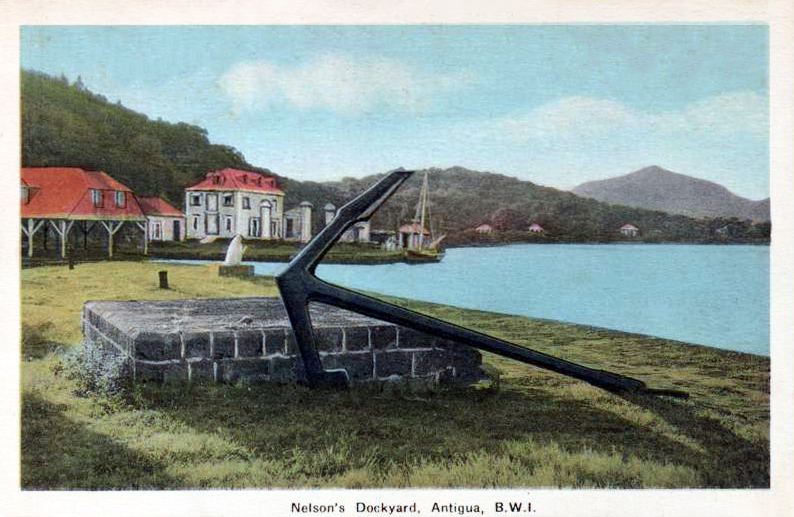
Tarjeta postal con imagen de Nelson's Dockyard, hacia 1915

En 1889, la Royal Navy abandonó el astillero y cayó en decadencia.

### Restauración
La Sociedad de Amigos de English Harbour comenzó la restauración del astillero en 1951 y una década más tarde se abrió al público.Entre los edificios originales se encuentran dos hoteles, un museo, tiendas de artesanía y alimentación, restaurantes, y un gran puerto.Las rutas de senderismo conectan el astillero con el parque nacional Nelson's Dockyard, que lo rodea.

### Medios
El 9 de mayo de 1982, Duran Duran Duran Duran filmó videos musicales de sus canciones "Rio" y "Night Boat" en English Harbor y Nelson's Dockyard.En 2023, Nelson's Dockyard apareció en un episodio de The Apprentice (El Aprendiz) de la BBC.

## Galería

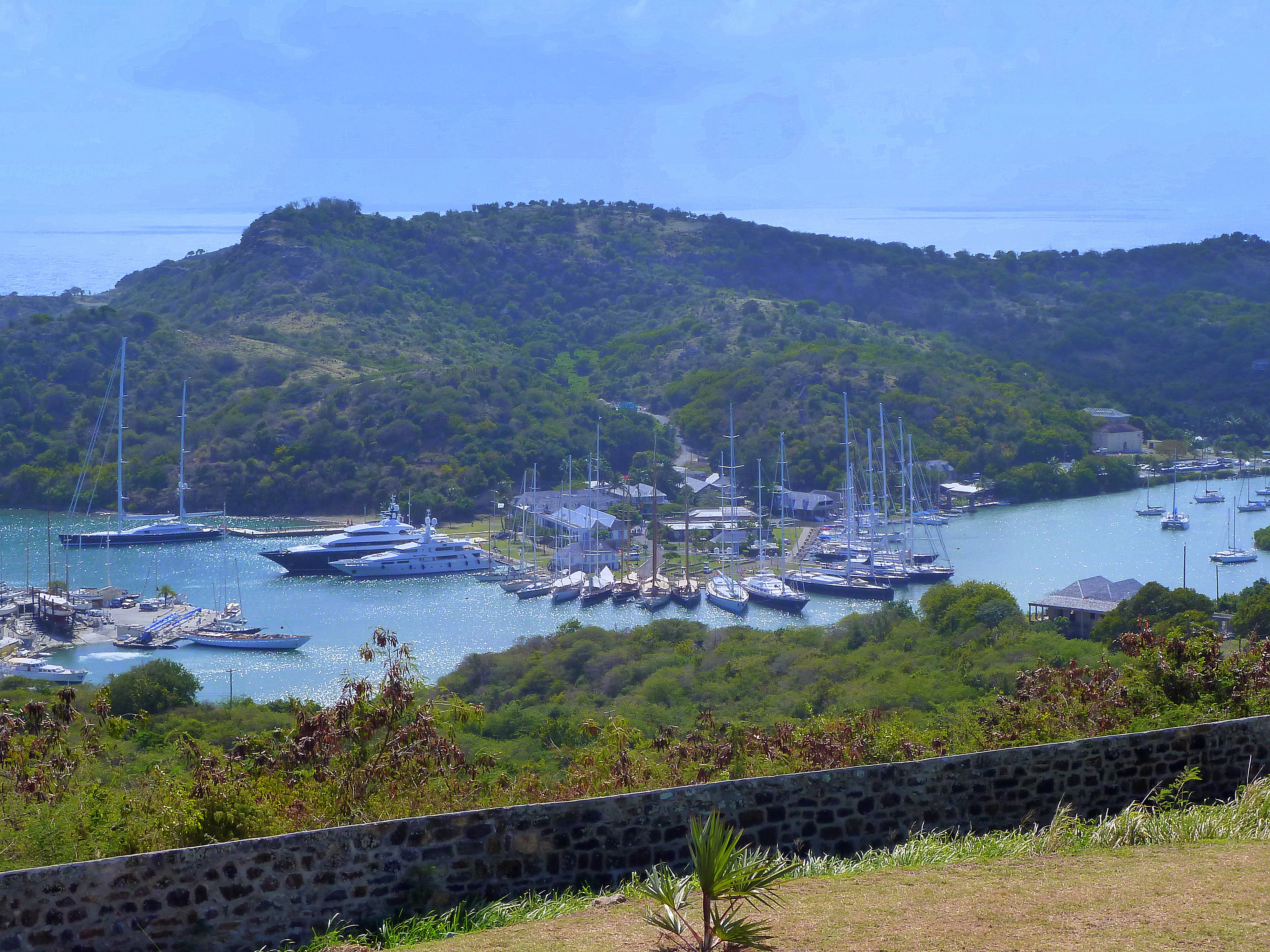
Vista del Nelson's Dockyard desde Fort Hill
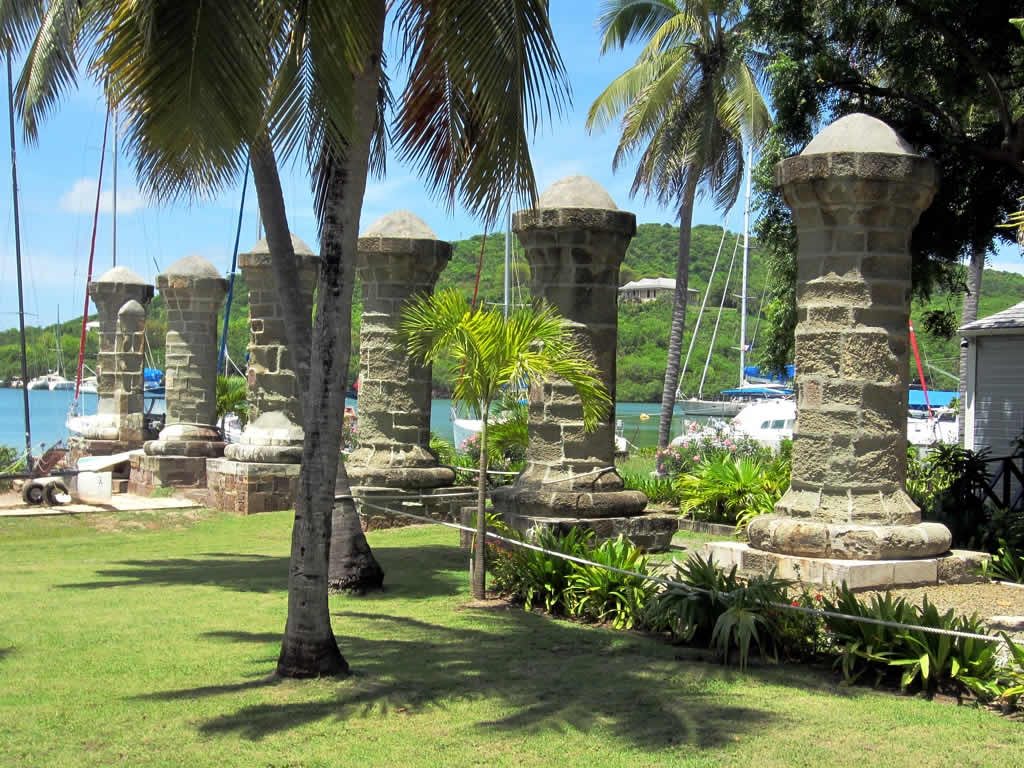
Restos de la antigua Boat House & Sail Loft, que perdió su techo en un huracán en 1871
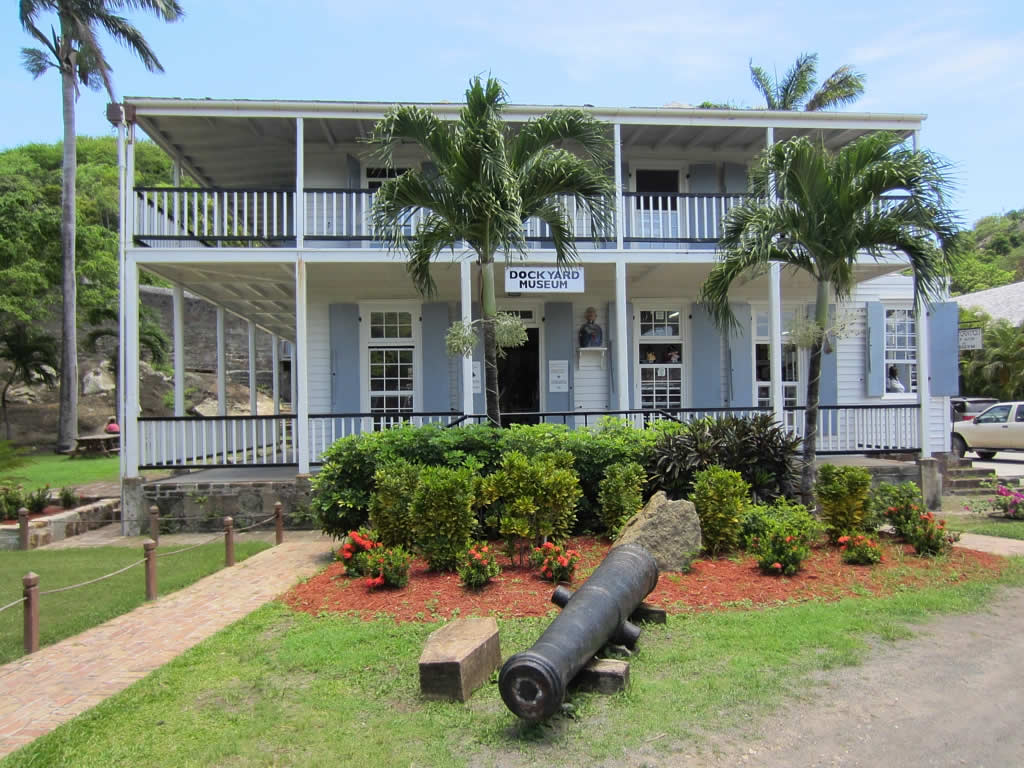
Museo del Astillero (previamente Casa del Oficial Naval)
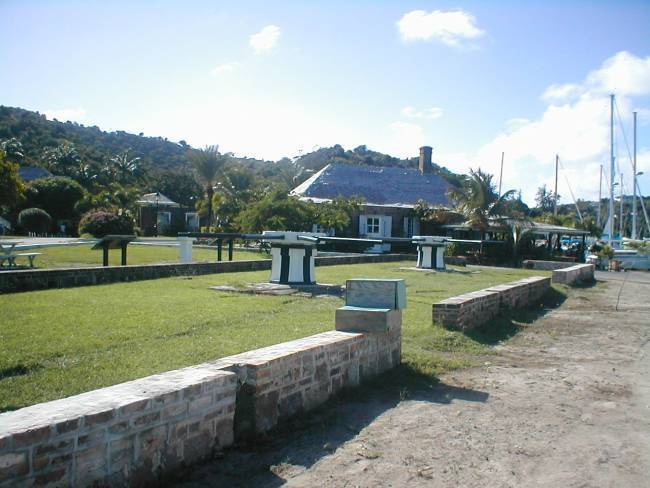
Nelson's Dockyard: cabrestantes dentro de los restos de Capstan House, galera detrás
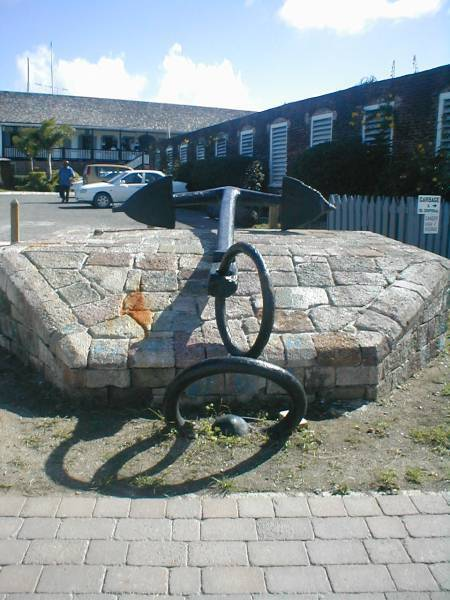
Un ancla en Nelson's Dockyard, con cuartos de oficiales y la Tienda de Lonas, Cordelería, y Ropa (inglés: Canvas, Cordage, and Clothing Store) detrás.
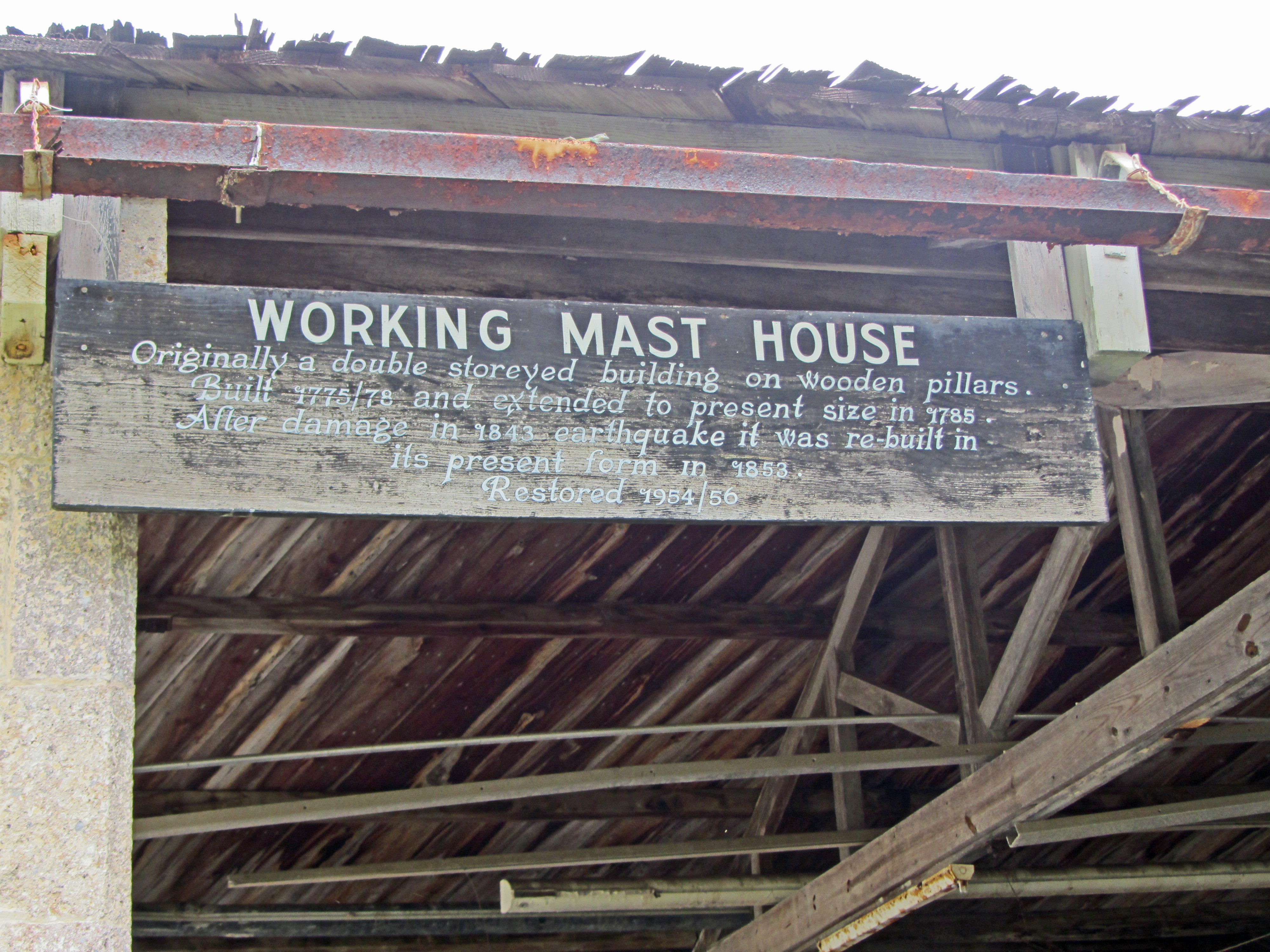
Edificio del Mástil (inglés: Mast House)
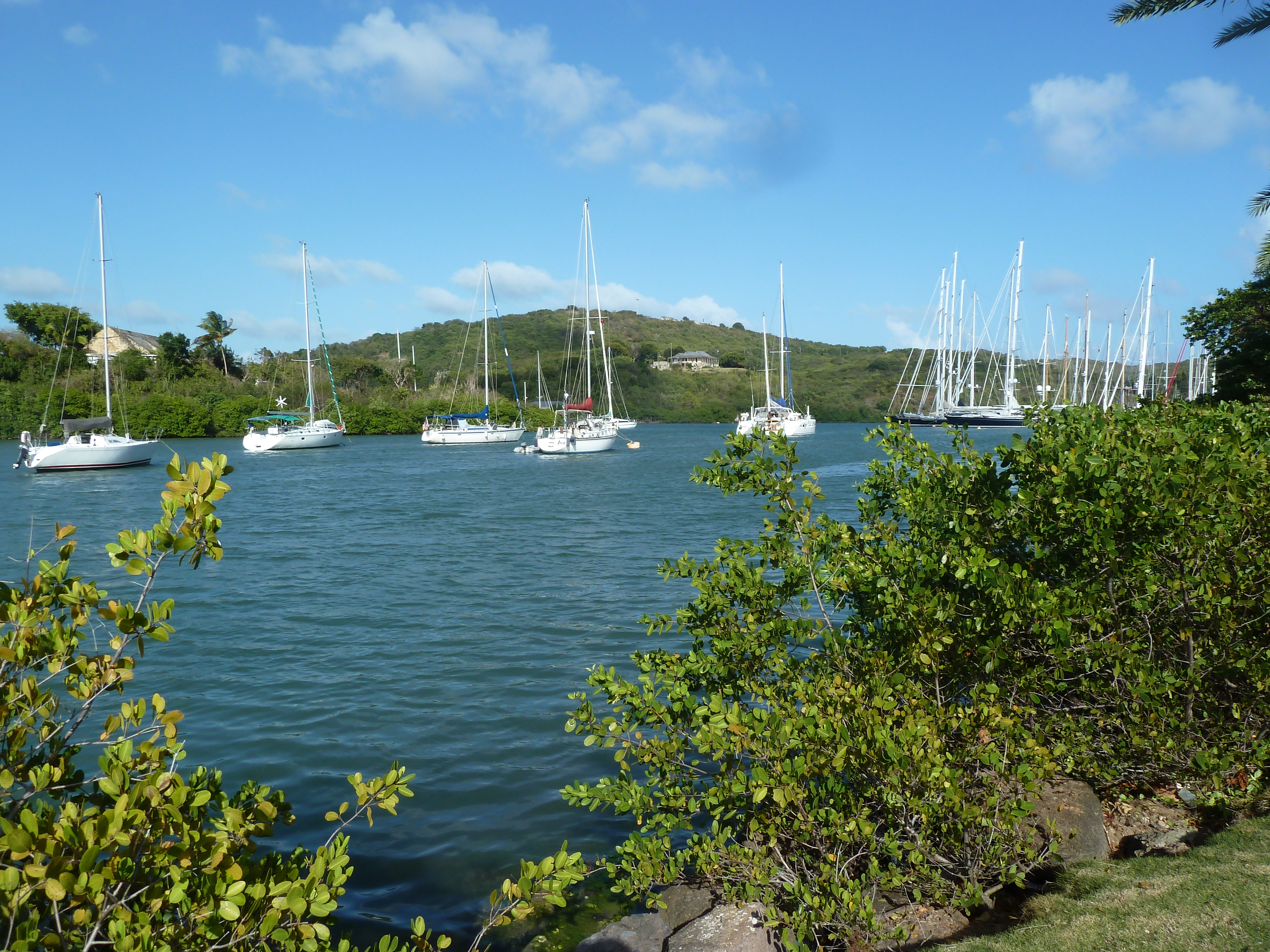
Vista del puerto English Harbour desde Nelson's Dockyard